# Roxy Music
Roxy Music est un groupe rock britannique. Il a été formé en 1971 par le chanteur Bryan Ferry et par le bassiste Graham Simpson,. Les autres musiciens du groupe à ses débuts étaient le guitariste David O'List ex-The Nice, le saxophoniste Andy Mackay, le claviériste au synthétiseur Brian Eno et le batteur Paul Thompson.
Au début de l'année 1970, Bryan Ferry se rend à une audition pour le groupe King Crimson dans le but de remplacer leur chanteur bassiste Greg Lake, mais bien que le guitariste Robert Fripp et le parolier Peter Sinfield ne le retiennent pas, ils sont suffisamment impressionnés par son talent pour le recommander auprès de la maison de disques EG Records, avec laquelle il signe un contrat d'enregistrement. Bryan trouve les premiers musiciens du groupe par des annonces dans le Melody Maker, : ainsi le saxophoniste Andy Mackay puis le claviériste au synthétiseur Brian Eno sont les premiers à répondre présent. Ensuite David O'List quitte la formation et est remplacé par Phil Manzanera ; le batteur Dexter Lloyd en fait de même et est remplacé par Paul Thompson.

## Biographie

### Origines et débuts (1971-1973)
Après des études d’art à Newcastle où il s’intéresse au pop art, à Andy Warhol et à l’art conceptuel,, Bryan Ferry s’installe à Londres en 1968, où il enseigne la céramique, tout en composant des chansons après avoir appris à jouer du piano en autodidacte,,. Il postule vainement pour remplacer Greg Lake au sein de King Crimson. Robert Fripp ne le retient pas, mais le dirige vers son agent David Enthoven, de la firme EG,. Au cours de l’hiver 1970, Ferry publie une annonce dans le Melody Maker puis recrute le saxophoniste et hautboïste Andy Mackay. Ce dernier propose alors à son ami Brian Eno (avec qui il avait tissé des liens amicaux après avoir présenté une pièce de musique contemporaine en forme de performance à l'école d'art de Winchester) de rejoindre le groupe – c’est le trio fondateur de ce qui va devenir Roxy Music. Le projet musical de Ferry s’inspire du pop art qu’il a étudié : s’approprier des éléments de la culture populaire et les restituer comme des œuvres d’art, dans un groupe pop/rock.
Paul Thompson est engagé au cours de l’été 1971 comme batteur,, il est rejoint par le guitariste David O'List. Le groupe fait ses premiers enregistrements à la fin de cette année. En 1972, O’List est remplacé à la guitare par Phil Manzanera, qui devient l’un des piliers du groupe après en avoir été le technicien de son. L’enregistrement du premier disque est financé par E.G. et produit par Peter Sinfield,, il sort chez Island Records au cours de l’été 1972 sous le titre Roxy Music, c’est un succès phénoménal et inespéré, favorablement accueilli par la critique. Le 45 tours Virginia Plain qui en est tiré atteint la 4e place des charts du Royaume-Uni. L’impact de ce nouveau groupe est augmenté par le look décadent et ambigu de ses membres, ce qui lui vaut parfois le qualificatif de glam rock,.
En 1973, après le single Pyjamarama, vient le second album, For Your Pleasure,, qui confirme l’originalité de la formation due en partie aux expérimentations électroniques de Brian Eno,. Une mésentente oppose ce dernier à Bryan Ferry sur l’orientation musicale de Roxy Music, Eno choisit de partir pour entamer une singulière carrière personnelle et de nombreuses collaborations.

### Première pause (1973-1975)

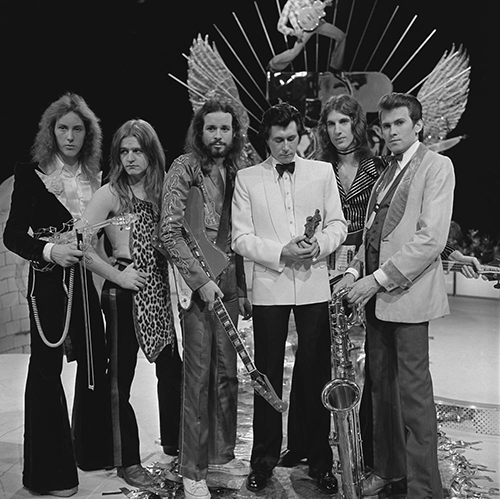
Roxy Music en 1973. De gauche à droite : Eddie Jobson (claviers, synthés et violon), Paul Thompson (batterie), Phil Manzanera (guitare), Bryan Ferry (chant, claviers), John Gustafson (basse) et Andy Mackay (saxophone et hautbois).

Toujours en 1973, Bryan Ferry sort un album solo These Foolish Things, le premier d’une longue série, dans lequel il reprend quelques-unes de ses chansons favorites. Pour combler le départ d’Eno, Eddie Jobson est recruté aux synthétiseurs et au violon, c’est un musicien au talent reconnu qui a fait ses premières armes dans le groupe Curved Air. Le bassiste John Gustafson ex-Quartermass, rejoint aussi le groupe pour la scène, mais participe également aux trois albums suivants, il ne devint toutefois pas un membre permanent du groupe. Le troisième album Stranded sort aussi en 1973, le registre des morceaux est plus mélodieux et plus romantique que les précédents. Pendant cette période (1973–1976), ils tournent avec Sal Maida, John Wetton et Rick Wills.
En 1974, sort Country Life dans la lignée du précédent album, c’est à cette époque que Roxy Music se fait connaître aux États-Unis. Siren (1975) est plus hétérogène, les compositions sont signées des différents musiciens et surtout le groupe semble ne pas trouver son orientation. Cet album qui marque la fin du premier groupe Roxy Music est entraîné par le célèbre Love Is the Drug. Après la séparation, sort un album enregistré en concert, Viva! Roxy Music en 1976, avec John Wetton (ex-King Crimson, ex-UK) à la basse et au chant, on le retrouvera aussi comme bassiste sur certains albums solos de Bryan Ferry.

### Premiers retours et deuxième pause (1978-1983)
La disparition du groupe intervient au moment où il atteint le sommet de sa popularité. Ferry poursuit une carrière solo prometteuse et en 1977, abandonnant les reprises, il sort un album de compositions personnelles : In Your Mind. Mais l’arrivée du mouvement punk va compromettre cette orientation et marginaliser le crooner. C’est à cette époque que sa compagne, le mannequin américain Jerry Hall, le quitte pour Mick Jagger des Rolling Stones,.
En 1978, la décision est prise de reformer Roxy Music avec le quatuor originel : Ferry, Manzanera, Mackay et Thompson. La sortie de Manifesto en 1979 remet le groupe en bonne place et plusieurs titres de l’album connaissent une grande diffusion. La seconde vie du groupe est une réussite commerciale et les deux albums suivants vont connaître le succès. Flesh and Blood en 1980 est un succès avec la chanson Over You,, puis l'album suivant Avalon en 1982 passe en boucle sur les radios avec la pièce-titre et More than This. Enfin, la reprise de Jealous Guy de John Lennon en 1981, peu après l'assassinat du chanteur, a largement contribué à asseoir la popularité du groupe.
Après une tournée américaine en 1983, Ferry décide d’abandonner le groupe au profit de sa nouvelle carrière solo. Les autres musiciens tentent vainement de poursuivre l’aventure, avec un nouveau chanteur James Wraith, prenant le nom d'Explorers. En 1985, dans le cadre du Live Aid, Bryan Ferry monte sur scène avec, entre autres musiciens, David Gilmour de Pink Floyd à la guitare et Jon Carin aux claviers, interprétant des pièces comme Slave to Love et Jealous Guy de John Lennon.

### Retours occasionnels (depuis 2001)

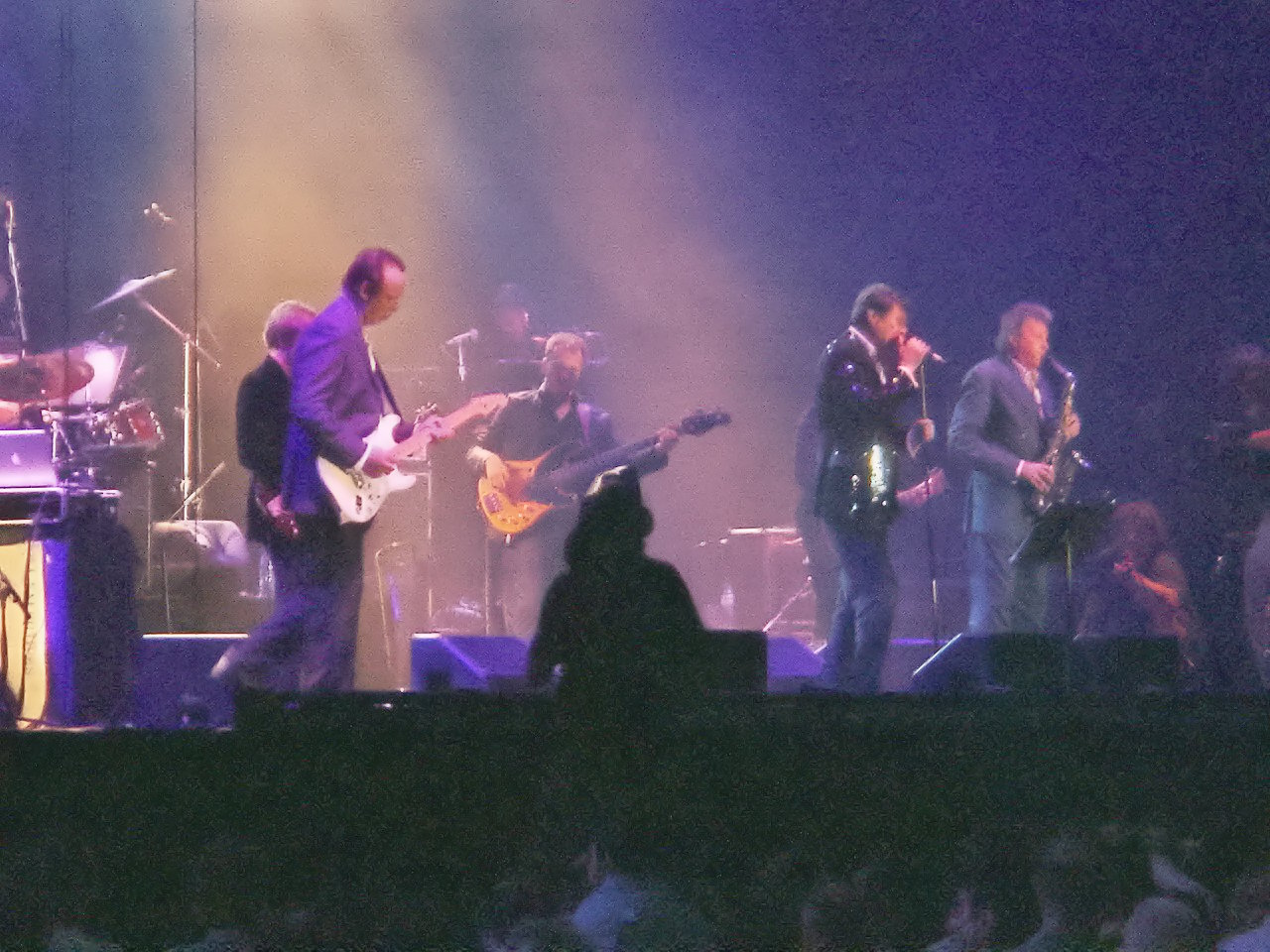
Roxy Music en concert au London's ExCeL Exhibition Centre en juillet 2006.

En 2001, le groupe se reforme pour une tournée mondiale comprenant une cinquantaine de concerts. Le 11 juin 2005, Roxy Music se produit au festival de l'île de Wight, et le 2 juillet suivant au Live 8 à Berlin.
Un nouvel album studio était prévu pour l'automne 2006 et Brian Eno a contribué à deux chansons durant deux jours de sessions d'enregistrement. Ces enregistrements ne seront toutefois pas utilisés pour un nouveau disque du groupe car Bryan Ferry a préféré s'en servir pour élaborer son album solo Olympia (2010),,, dont l'une des pistes a été co-écrite avec Phil Manzanera, et dans lequel Eno joue du synthétiseur sur plusieurs morceaux. Une nouvelle tournée (sans Eno, qui malgré sa collaboration n'a pas pour autant réintégré le groupe) a lieu en 2006 et à l'été 2010 lors de festivals. Une autre tournée, le For Your Pleasure Tour, a lieu en Angleterre, Nouvelle-Zélande et Australie dans de grandes salles début 2011, avec un répertoire considérablement modifié par rapport aux tournées antérieures.
Le guitariste Phil Manzanera collabore avec David Gilmour, autant sur son album solo On an Island qu'avec Pink Floyd sur leur disque The Endless River, coproduisant les deux avec Gilmour. Ce dernier collabore d'ailleurs à certains albums solos de Bryan Ferry, Boys and Girls en 1985, Bête noire en 1987, et Olympia en 2010.
Le 2 février 2018 paraît l'édition Deluxe  du premier album Roxy Music. Cette édition contient trois CD (l'album original remasterisé en 1999, un CD de démos, un CD de sessions live inédites de 1972) et un DVD contenant des prestations pour la télévision ainsi qu'un concert du groupe au Bataclan en 1972 et l'album audio remixé en 5.1,.
En mars 2019, le groupe était intronisé au panthéon du Rock 'n' roll, le prestigieux Rock and Roll Hall of Fame aux États-Unis et se produisait en public pour la première fois depuis 2011, avec le trio de base: Ferry-Mackay-Manzanera rejoint par le claviériste/violoniste Eddie Jobson (qui jouait sur Stranded, Country Life et Siren) à la fin du morceau Out of the Blue, mais sans Brian Eno (présent sur les deux premiers albums du groupe),.

### Tournée des 50 ans (2022)
Le 28 mars 2022, le groupe annonce une série de concerts pour célébrer leur 50e anniversaire. La tournée de 13 dates débute en Amérique du Nord le 7 septembre 2022 au Scotiabank Arena de Toronto, et se termine à Londres le 14 octobre 2022 à l'O2 Arena. Les quatre membres « historiques » : Ferry, Manzanera, MacKay et Thompson, à l’exception d'Eno, font partie de la tournée.

## Membres

### Membres principaux
- Bryan Ferry - chant, harmonica, claviers (1971-1983, depuis 2001)
- Phil Manzanera - guitare (1972-1983, depuis 2001)
- Andy Mackay - saxophone, hautbois (1971-1983, depuis 2001)
- Paul Thompson - batterie (1971-1980, depuis 2001)

### Anciens membres
- David O'List  - guitare (1971-1972)
- Brian Eno - synthétiseur, traitements (1971-1973)
- Roger Bunn - guitare (1971)
- Dexter Lloyd - batterie (1971)
- Eddie Jobson - synthétiseur, violon (1973-1976)
- John Gustafson - basse (1973-1976)
- Alan Spenner - basse (1978-1982)
- Graham Simpson - basse (1971-1972)
- Rik Kenton - basse (1972)
- John Porter - basse (1972)
- John Wetton  - basse (1974-1975)
- Rick Wills - basse (1975-1976) En concert seulement
- Gary Tibbs - basse (1979-1980)
- Paul Carrack - claviers (1979-1982)
- Andy Newmark - batterie (1980-1982)
- Guy Fletcher - claviers (1981-1983)
- Chris Spedding  - guitare (2001-2002)
- Colin Good - claviers (2001-)
- Oliver Thompson - guitare (2010-)
- Jerry Meehan - basse (2010-)
- Jorja Chalmers - claviers et saxophone (2010-)

## Discographie
Roxy Music a toujours porté un soin particulier au choix de ses pochettes de disques, sophistiquées et provocatrices à l’image du groupe, comme à celui des modèles pour les illustrer, avec notamment Amanda Lear pour For Your Pleasure ou Jerry Hall pour Siren.
La plupart des chansons du groupe sont composées par Bryan Ferry, avec toutefois quelques compositions signées, entre autres, Ferry/Mackay (Love Is the Drug, A song for Europe, Angel eyes) et Ferry/Manzanera (Prairie Rose, Over You, Out or the blue).

### Albums studio
- 1972 : Roxy Music
- 1973 : For Your Pleasure
- 1973 : Stranded
- 1974 : Country Life
- 1975 : Siren
- 1979 : Manifesto
- 1980 : Flesh + Blood
- 1982 : Avalon

### Albums live
- 1976 : Viva! Roxy Music
- 1983 : The High Road
- 1990 : Heart Still Beating
- 1998 : Concert Classics
- 2000 : Valentine
- 2001 : Concerto
- 2001 : Vintage
- 2002 : Ladytron
- 2002 : Reflection
- 2002 : Roxy Music Live

### Compilations
- 1977 : Greatest Hits
- 1981 : The First Seven Albums
- 1983 : The Atlantic Years 1973-1980
- 1985 : The Best of Bryan Ferry & Roxy Music
- 1986 : Street Life 20 Great Hits
- 1988 : The Ultimate Collection
- 1989 : The Early Years
- 1989 : The Later Years
- 1995 : More Than This
- 1995 : The Thrill of It All
- 2000 : Slave to Love : The Best of the Ballads
- 2001 : The Best of Roxy Music
- 2012 : Roxy Music: The Complete Studio Recordings 1972-1982

## Vidéographie
- 1983 : The High Road (enregistré en public à Fréjus, France, le 27 aout 1982)
- 2001 : Live at The Apollo (enregistré en octobre 2001, au Hammersmith Apollo de Londres)
- 2008 : The Thrill of It All - A Visual History 1972-82 (compilation d'extraits de concert, de passages télé et quelques clips de 1972 à 1982)

#### Biographies
- (en) Johnny Rogan, Roxy Music : Style with Substance - Roxy's First Ten Years, Star, 1982, 176 p. (ISBN 978-0352310767).
- (en) Barry Lazell et Dafydd Rees, Bryan Ferry and Roxy Music, Proteus, 1982, 96 p. (ISBN 978-0862760342).
- (en) Paul Stump, Unknown Pleasures: A Cultural Biography of Roxy Music, Quartet Books, 1998, 372 p. (ISBN 0-7043-8074-9).
- (en) David Buckley, The Thrill of it All : The Story of Bryan Ferry and Roxy Music, André Deutsch, 2004, 382 p. (ISBN 0-233-05113-9, lire en ligne). .
- (en) Jonathan Rigby, Roxy Music : Both Ends Burning, Reynolds & Hearn Ltd, 2005, 272 p. (ISBN 1-903111-80-3) — 2e édition parue en 2008.
- Michka Assayas, « Roxy Music », dans Michka Assayas (dir.), Le nouveau dictionnaire du rock, Robert Laffont, coll. « Bouquins », 2014 (ISBN 978-2221915776), p. 2356-2359. .
- (en) Dave Thompson, Roxy Music in the 1970s, Sonicbond, 2022, 160 p. (ISBN 978-1789521801).
- (en) Michael Kulikowski, Roxy Music : Every Album, Every Song, Sonicbond, 2024, 144 p. (ISBN 978-1789523355).

#### Études et analyses
- (en) Michael Bracewell, Re-make/Re-model : Art, Pop, Fashion and the making of Roxy Music, 1953-1972, Faber and Faber, 2008, 464 p. (ISBN 978-0571229864, lire en ligne) — 1re édition parue en 2007.
- Simon Reynolds (trad. Hervé Loncan), Le choc du glam, Audimat, 2020 (ISBN 978-2902387045), « What's The Date Again ? : Roxy Music, une vision rétro du futur », p. 351-395.
- (en) Simon Morrison, Roxy Music's Avalon, Bloomsbury Academic, coll. « 33⅓ » (no 155), 2021, 147 p. (ISBN 978-1501355349, lire en ligne).
- Philippe Margotin, « For Your Pleasure : le glamour de l'avenir », Les Inrockuptibles, hors-série « 1973, l'histoire immanquable de 10 albums cultes »,‎ 2023, p. 54-61 (ISSN 0298-3788).
- Jérôme Pintoux, Ferry, Eno, Roxy : Le Rock BCBG, Camion blanc, 2023, 314 p. (ISBN 978-2378483654).

#### Recueils d'articles
- Paul Alessandrini, Fun House : Les années Rock & Folk, Le mot et le reste, 2015 (ISBN 978-2360541621), « Roxy cinq étoiles », p. 97-109 — Article paru dans Rock & Folk No 72 de janvier 1973.
- Bruno Blum (dir.), Best of Best : Les années 1968-1979, Le castor astral, 2010, 320 p. (ISBN 978-2859208332) — Articles de Christian Lebrun et Patrick Eudeline parus dans Best en 1973 et 1974.
- Jérôme Soligny, Writing On The Edge : 25 ans d'écrits rock, La Table Ronde, 2014 (ISBN 978-2710369660), « Bryan Ferry et Roxy Music », p. 764-815 — Six articles parus dans Rock & Folk de 1993 à 2013, avec critiques d'albums.

#### Autres ouvrages
- (en) Roxy Music, Greatest Hits, E.G. Music, 1978, 73 p. (OCLC 63241429) — Recueil de partitions et mini-biographie.
- (en) Bryan Ferry et Roxy Music, Street Life : 20 Great Hits, E.G. Music, 1986, 88 p. (ISBN 0711910200) — Recueil de partitions.
- (en) Roxy Music, The Best of Roxy Music, Wise, 2001, 88 p. (ISBN 978-0711990937) — Recueil de partitions.
- (en) Andrew Sparke, Roxy Music : Complete Recordings Illustrated, APS Books, 2024, 95 p. (ISBN 978-1835302392). — Discographie exhaustive et illustrée.